# Truyes
Truyes – miejscowość i gmina we Francji, w Regionie Centralnym, w departamencie Indre i Loara.
Według danych na rok 1990 gminę zamieszkiwało 1588 osób, a gęstość zaludnienia wynosiła 97 osób/km² (wśród 1842 gmin Regionu Centralnego Truyes plasuje się na 252. miejscu pod względem liczby ludności, natomiast pod względem powierzchni na miejscu 816.).